# Сосновый Бор (Гомельская область)
Сосновый Бор (бел. Сасно́вы Бор; до 3 июля 1959 года — посёлок торфопредприятия «Василевичи II») — рабочий посёлок в Светлогорском районе Гомельской области Беларуси. Административный центр Сосновоборского сельсовета.
Численность населения — 1 802 человек (на 1 января 2025 года).
В 2024 году Сосновый Бор отмечает 70-летие.

## География
Находится около железнодорожной платформы Узнаж (на линии Жлобин — Калинковичи), 4 км от железнодорожной станции Жердь, в 17 км на юго-запад от Светлогорска, 125 км от Гомеля.

### Гидрография
На востоке мелиоративные каналы, соединённые через канал Еланский с рекой Сведь (приток реки Березины), водоём и Светлогорское водохранилище.

## Транспортная сеть
Автодорога связывает рабочий посёлок со Светлогорском. Планировка квартальная, её основу образуют 3 прямолинейные параллельные улицы, ориентированные с юго-запада на северо-восток, пересекаемые 6 улицами. Всего поселок состоит из 17 улиц. Застройка в преимущественно кирпичного и панельного плана, есть деревянные постройки. Основная часть жителей проживает в многоквартирных домах.

## Геральдика
Герб и флаг утверждены решением Светлогорского районного Совета депутатов от 26 сентября 2001 года № 74. Зарегистрированы в Гербовом матрикуле Республики Беларусь 29 ноября 2001 года № 72.

## История
Обнаруженное археологами поселение (в 1,5 км на юг от деревни) свидетельствует о деятельности человека в этих местах с давних времён.
Современный посёлок возник в 1950-е годы в связи со строительством торфопредприятия «Василевичи II» (с 1959 года «Светлогорское»).
С 3 июля 1959 года рабочий посёлок в Домановичском районе. С 20 января 1960 года — в связи с упразднением Домановичского района в составе Паричского района. В 1965 году рабочий посёлок передан из ведения Совета в состав Светлогорского района.
Во время Великой Отечественной войны в боях, проходивших в 1943-1944 годах в этих местах, погибли 137 советских солдат и 2 партизана (похоронены в братской могиле в центре посёлка).
С 12 декабря 2013 года в составе Сосновоборского сельсовета.

## Население

### Численность
- 2025 год — 1 802 жителей[5]

### Динамика
- 1959 год — 1897 жителей (согласно переписи)
- 2004 год — 2500 жителей
- 2006 год — 2500 жителей
- 2010 год — 2500 жителей
- 2013 год — 2600 жителей
- 2016 год — 2086 жителей
- 2023 год — 1 860 жителей[12]
- 2025 год — 1 802 жителей[5]

## Экономика
Расположены торфопредприятие «Светлогорское», «Светлогорский машиностроительный завод» (ранее — «Светлогорсккорммаш»), комбинат бытового обслуживания.

## Инфраструктура
Расположены больница, поликлиника, аптека, спорткомплекс, магазины, бар, баня, парикмахерская, отделение банка, отделение связи.

## Образование
Расположены начальная, средняя и музыкальная школы, детский сад, 2 библиотеки.

## Культура
- Дом культуры
- Музей ГУО «Сосновоборская средняя школа»

## События и мероприятия
- В 2024 году Сосновый Бор отмечает 70-летие.

## Достопримечательность
- Братская могила (1943-1944) —  Историко-культурная ценность Республики Беларусь, шифр 313Д000774.

### Памятник, скульптура
- Памятник В. И. Ленину.

## Галерея
- Дом культуры
- Школа
- Братская могила